# Софора трав'яна
Софора трав'яна, вексибія китниковидна як Vexibia alopecuroides (Sophora alopecuroides) — вид рослин з родини бобові (Fabaceae), поширений у Євразії від Криму й Туреччини до Китаю.

## Опис
Багаторічна рослина 50–80(100) см завдовжки. Листки зверху густо-біло-волосисті або запушені. Квітки в густих колосоподібних мітличках. Віночок білий або кремовий. Боби 5–12 см завдовжки, запушені. Насінин у бобі 3–7, жовто-коричневі. Трава або напівчагарник, густо гілляста.
Цвіте у травні — липні, плодоносить у липні — серпні.

## Поширення
Поширений у Євразії від Криму й Туреччини до Китаю.
В Україні вид зростає на галявинах, кам'янистих схилах — у південному Криму, дуже рідко.

## Загрози й охорона
Загрозами є зменшення площ природних місць зростань унаслідок посилення антропогенного навантаження (вирубка чагарників, витоптування, забудова), також вузька стенотопність виду.
Занесений до Червоної книги Україні в статусі «Зникаючий». Охороняють у Ялтинському гірсько-лісовому ПЗ.